# Элито, Меди
Меди Экофо Элито (англ. Medy Ekofo Elito; род. 20 марта 1990, Киншаса) — английский футболист, играющий на позиции защитника, игрок клуба «Уэллинг Юнайтед». Участник ЮЧМ-2007.

## Карьера
В подростковом возрасте Элито играл в Объединенной академии Колчестера. Он подписал свой первый профессиональный контракт с клубом в мае 2007 года, уже играя на уровне молодежи и резервной команды. Он получил футболку с номером 30 в сезоне 2007/08 и дебютировал за «Колчестер» в качестве замены в проигранном матче с «Плимут Аргайл» 4 марта 2008 года (4:1). 29 марта 2008 года он забил свой первый профессиональный гол, в матче с «Вест Бромвич Альбион» в чемпионате. В то время, как «Колчестер» лидировал со счетом 2:0, тем не менее, Элито был бессилен, поскольку, после перерыва счет стал (4:3) в пользу «мешков», и, в конечном итоге, «Колчестер» потерял свое место в чемпионате и вылетел в Лигу один. 4 сентября 2009 года он подписал новый двухлетний контракт с «Колчестер Юнайтед».